# Cyrtinus querci
Cyrtinus querci es una especie de escarabajo longicornio del género Cyrtinus, tribu Cyrtinini, orden Coleoptera. Fue descrita científicamente por Howden en 1973.

## Descripción
Mide 2,9 milímetros de longitud.

## Distribución
Se distribuye por Honduras y México.